# Municipio Carache
Carache es uno de los 20 municipios del Estado Trujillo, Venezuela. Tiene una superficie de 957 km² y una población de 32 820 habitantes aproximadamente. Su capital es la población de Carache.

## Historia

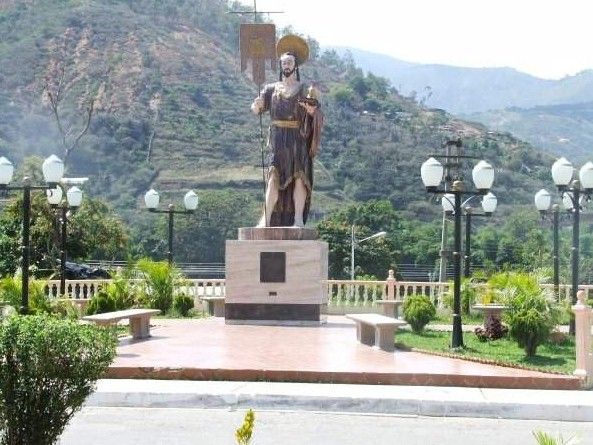
Entrada de población de Carache Trujillo

### Prehispánica
La región estaba habitada por grupos de aborígenes en toda la cordillera, de acuerdo a  los estudio y análisis de hallazgo materiales en el sitio arqueológico de Carache  realizados por  Erika Wagner en la Zona ecológica : templada (800 m- 2.000 m), estableció el Patrón Cultural: Sub-Andino (maíz, sistema de riego, cerámica compleja y variada) Culturas correspondientes: América Central (Panamá, Costa Rica) Lara-Falcón (Venezuela) asimismo establece en el periodo Neo indio la cronología absoluta  la duración temporal de las fechas (C14) de los aborígenes   Miquimuyes en los años 650 Después de Cristo, arrojando el resultado como los más antiguos del Valle  y  diferenciados con otros aspectos culturales de  los Mirindayos, y Chaos en los años 1350 D.C  finalizado con la formulación  de los estudiosos Rouse y Cruxent  que agrupa los hechos históricos  en el área de Carache, ubican el periodo V a la época Indo hispánica fijando la fecha absoluta 1500 D.C hasta el presente, seguido por Wagner a los Indígenas que ocuparon la Fase La Ermita - El Rincón de la misma época como su nombre lo indica, corresponde a lo acontecido en los  pueblos ancestrales  desde el momento en que irrumpen los primeros conquistadores hasta el presente; testimonios de esta raza aborigen, perteneciente a la nación kuikas
La noticia más antigua del pueblo de Carache es del año 1548 y la palabra en lengua cuicas (Karache -Caracce) El nombre completo de "Karache" es Ka hermano, hombre, amigo, cacique,  jefe  o mediador de las alturas'."

### Orígenes del poblado
El Capitán Fundador Diego García de Paredes cuando se encargó nuevamente de las Encomiendas en su Gobernación de Trujillo de Salamanca y Collado en el sitio llamado "La Encomienda", desde Boconó en 1560, fueron repartidas tierras en toda la provincia sin fundaciones: en 6 doctrina de sacerdotes. En torno a las «Encomiendas», estás fueron asignada a los capitanes, soldados y vecinos que lograron demostrar mayores méritos en las defensa de pueblo españoles y entre uno de los que acompañó a Diego García de Paredes a la fundación y primeros pobladores de Trujillo fue el benemérito de las Indias Luis de Villegas aparece como el primer encomendero del Valle de Carache el 24 de junio,(1560) según sus propias declaraciones en los juicios de residencia en 1576 en las visitas a Carache.

### Organización Político Territorial
Durante la época de la Gran Colombia en la Provincia de Trujillo, específicamente en el Cantón Carache, se encontraba la Villa de Carache (1834), que estaba compuesta por las parroquias de Carache, Burbusay, Santa Ana, Monay y Pampán Grande, así como la viceparroquia de Siquisay. Esta región era parte de la división administrativa de la provincia que se estableció en 1835, junto con los Cantones Escuque, Trujillo y Boconó.
Posteriormente, en 1856, se llevó a cabo una nueva subdivisión de los cantones en parroquias, en 1875 recibió el rango de ciudad.                                                           
Hasta 1989 Carache era uno de los sietes Distritos que integraban el Estado Trujillo constaba de ocho Municipios; Carache Capital – Cuicas Capital Cuicas – Candelaria Capital Chejendè – Carrillo Capital Torococo – Cegarra Capital Mitón – Bolivia Capital Bolivia – La Concepción Capital La Concepción y José Felipe Marques Cañizales Capital El Paradero. A partir de 1990 se realiza una nueva organización política territorial en el Estado Trujillo en el cual Carache cambia a Municipio Autónomo con tres Parroquias: Carache, a la vez Capital del Municipio, La Concepción y Cuicas. En 1995, se crearon dos nuevas Parroquias: Panamericana Capital Zapatero y Santa cruz Capital La Cuchilla. Geográficamente el Municipio Carache es el segundo con más extensión territorial en el Estado Trujillo

## Geografía
Su capital es la población homónima de Carache, ubicada a 1208 m s. n. m. en lo que los primeros colonizadores denominaron el Valle de Carache. La ciudad se asienta sobre una terraza fluvial al oeste del páramo La Nariz, en la margen derecha del río Mixnumbox. Durante la época colonial, este lugar fue considerado un alejado “pueblo de indios”, y hoy forma parte integral del núcleo urbano. Sus coordenadas geográficas son 09°25'30"–09°50'30" de latitud norte y 70°30'00" de longitud oeste.    
El municipio cuenta con una superficie de 959 km², caracterizada por la presencia de numerosos manantiales subterráneos. Limita al norte con la parroquia El Socorro del municipio José Felipe Márquez Cañizales y con el municipio Morán del Estado Lara; al sur, con las parroquias San Miguel y Burbusay del municipio Boconó, la parroquia Santa Ana del municipio Pampán y la parroquia Campo Elías del municipio Juan Vicente Campo Elías; al oeste, con la parroquia La Paz del municipio Pampán y las parroquias Carrillo, Cegarra y Chejendé del municipio Candelaria; y al este, con el Estado Lara.
Según estimaciones del año 2020, la población del municipio es de 33 980 habitantes. El territorio es predominantemente montañoso y alberga la cima más alta en el páramo Cendé, con una altitud de 3570 m s. n. m.. El clima es generalmente templado, aunque en las zonas de páramo puede ser muy frío. La temperatura media oscila entre los 14 °C y 27 °C en general; en las zonas bajas del valle varía entre 20 °C y 27 °C, mientras que en las zonas altas se sitúa entre 6 °C y 14 °C. Las precipitaciones anuales promedio son de 670 mm, alcanzando los 949 mm en el páramo Agua de Obispo.
Dentro del municipio se encuentra parte del Parque Nacional Dinira, con un área aproximada de 6574 hectáreas. Entre las especies naturales representativas y en peligro de extinción destacan el árbol de zorrocloco, la orquídea Cattleya percivaliana semi-alba Carache, el oso frontino y el ave guacharaca. El código postal del municipio es 3123.

Las características agroclimáticas del municipio son diversas. El suelo es de tipo franco-arenoso, compuesto por agregados de silicatos de aluminio derivados de la descomposición de minerales del mismo elemento. Estudios recientes sobre la composición del suelo indican que el valle de Carache estuvo, en algún momento, cubierto por agua, lo que explica su riqueza sedimentaria y su potencial agrícola.

División político-territorial del Estado Trujillo, el municipio Carache y la localidad homónima.

Su clima de tipo templado y se caracteriza por temperaturas medias anuales de alrededor de 15 °C y precipitaciones medias entre 500 mm y 1000 mm anuales.
Su vegetación es muy variada dependiendo de cada sector, en la parte más alta de la geografía municipal se localiza el páramo (a partir de los 2800 m s. n. m.), pero a medida que se desciende se puede observar la selva nublada, selva estacional montana, bosques tropófilos y xerófilos, e incluso sabanas en los sitios de menor elevación, especialmente en algunos sectores de la parroquia Panamericana. 

### Clima
El Municipio Autónomo Carache presenta una diversidad de relieve con distintos pisos altitudinales, y junto a una mayor o menor concentración de las precipitaciones sumando a las variaciones de la temperatura tiene por consecuencia una variedad de tipos climáticos que van desde el característico Clima Tropical ubicado en la parte baja de las parroquias panamericana y Santa Cruz, hasta los climas fríos de páramos ubicados en las Parroquias Carache y la Concepción. También presentan climas húmedos y secos dependiendo de la concentración de lluvias y a la exposición a los vientos predominantes. El primero en las Parroquias Cuicas y parte alta de las zonas protectoras de la Parroquias Carache y la Concepción, y el segundo se presentan en las partes baja y media de Carache, La Concepción y Santa Cruz. Mayores detalles respecto a su temperatura oscilan entre los 16 °C y 17 °C.

### Parroquias
El Municipio está conformado por las siguientes Parroquias:
- Carache: 11.592 (40% de la población)
- La Concepción: 5.583 (19%)
- Cuicas: 5.825 (20%)
- Panamericana: 1.926 (7%)
- Santa Cruz: 4.125 (14%)

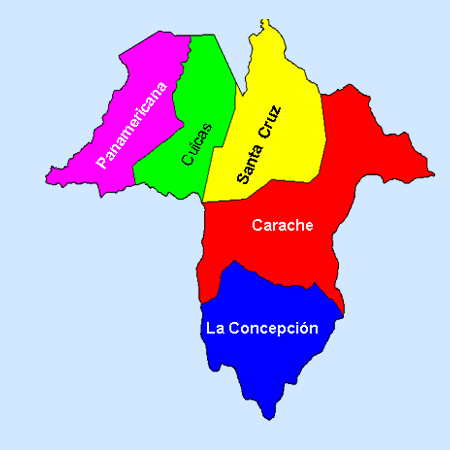
mapa del municipio carache con sus parroquias

Estas parroquias se dividen en comunidades o caseríos, la siguiente lista reseña los caseríos por parroquia:

#### Parroquia Carache
- Agua De Obispo
- La Peña
- Las Palmas
- Las Peñitas
- La Laguneta
- La Ranchería
- Loma Pancha
- Las Adjuntas
- Vega Arriba
- Miquimbay
- El Cortijo
- El Potrero
- Mesa Arriba
- Cahingó
- Mesa Abajo
- Mirinday
- San Antonio
- Las Montañitas
- Loma Del Medio
- Loma De San Juan
- Loma De Bonilla
- Picachitos
- La Unión
- La Morita
- Río Abajo
- La Platera
- La Playa
- Los Patiecitos
- Los Cardones
- Cerro Mupi
- Cerro La Cruz
- Barrio El Sartén
- Tejerías
- Brisas De San Juan
- Cuatro Vientos
- Palo Negro
- La Calera
- Cerro San Juan
- Centro De Carache
- Las Mesitas
- Santa Eduvigis
- Urbanización El Rosario
- El Bucarito
- Bojoto después de la quebrada

#### Parroquia La Concepción
- Portachuelo
- Río Arriba
- Sisi
- Cendé
- Polipodio
- Biticuy
- El Potrero
- El Potrerito
- La Alcabala
- El Molino
- Los Guajes
- El Chepe
- Miquimu
- Bogoto
- Mesa Postrera
- La Becerrera
- Miquia Arriba
- Miquia Abajo
- Quebrada Arriba
- Quebrada Seca
- Quebrada De Agua
- Centro De La Concepción
- Betichope
- Sánchez Cortez
- Las Mesitas
- Los Totumos
- El Pupitre

#### Parroquia Cuicas
- Cerro Largo
- Cerro Libre
- La Placita
- Arenales
- El Filo
- San Juan
- El Castillo
- Palmas Reales
- El Helechal
- Casa De Zinc
- Cerro Gordo
- El Paramito Frío
- Ventilación
- El Cumbe
- Japaz
- Cuicas
- Cerro Gordo
- Centro De Cuicas
- Barrio Nuevo
- La Pirela
- La Guajira
- El Tesoro
- El Onoto
- El Filo del Cumbe
- La Sabana
- La Invasión
- Barrio La Providencia
- El Calvario
- Campo Lindo
- El Vigía
- Barrio Moscú
- Las minas
- Palmira
- Frutas coloradas
- Los Chaos la Rivera
- San Pedro de las Palmas
- El Filo de Basilio

#### Parroquia Santa Cruz
- La Cuchilla
- Santo Domingo
- El Fundo
- Mongon
- Madre Vieja
- El Trentino
- Puente Villegas
- Valle Hondo
- El Santero
- La Acequia

#### Parroquia Panamericana
- San Felipe
- Santa Rosa
- El Paramito Caliente
- La Rivera
- El Cerrito
- Zapatero
- San Miguel
- Caño Arriba

## Cultura
Carache es un pueblo en crecimiento que, junto a sus pobladores también crece la feligresía católica, siendo este uno de los municipios que posee a San Juan Bautista como patrono del pueblo. Sin embargo existe otros pequeños grupos de otras religiones en el pueblo, como la evangélica.

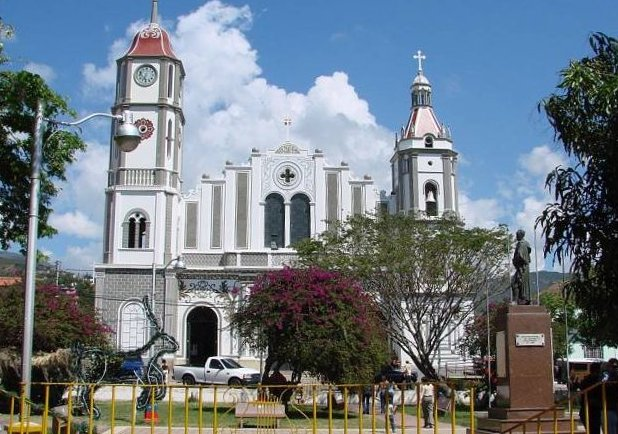
Iglesia de Carache, reconocida en toda la región por su majestuosidad, a la derecha la estatua del Libertador Simón Bolívar.

Uno de los principales atractivos del Municipio Carache se ubica en el tipo de Artesanía y Artes. La artesanía está representada por la cerámica que realiza la comunidad artesanal de Betichope con técnicas de nuestros antes pasados timoto-cuicas.
La talla de madera juega también un papel muy importante dentro del reglón artesanía y artes.
La mejor muestra artística está representada en la monumental iglesia que data de la década del 50 del siglo XX. Está decorada por los artesanos locales Ramón Ponce y Plinio Paolini y alberga una importante muestra de las obras del escultor Rodolfo Minumbox.
Producto de la acendrada tradición cristiana, Carache se vanagloria de realizar los más hermosos pesebres del país, razón por la cual Fundación Carache lleva a cabo anualmente un concurso de pesebres donde interviene un Jurado de reconocida trayectoria artística. Se han realizado seis ediciones del concurso.
Las Ferias, se realizan las patronales en honor a San Juan Bautista, consideradas como las ferias turísticas por los diversos actos populares como son: toros coleados, bailes populares, actividades deportivas, peleas de gallo, juegos populares entre otros y se celebra el día 24 de junio de cada año. También se tienen temporadas de gallos que se efectúan en las parroquias Cuicas y Carache el cual ofrece una alternativa de diversiones tanto a jóvenes como adultos.
Ha sido histórica su relación con el Estado Lara debido por una parte a su situación limítrofe y por otra, a origen común con el Tocuyo. Es común escuchar las parrandas y golpes en los hogares de los Carachenses, que lo llevan muy arraigado en el sentimiento musical. Carache está situado en el Valle San Juan Bautista, se inicia en las encomiendas como un pueblo indígena con el nombre de su pueblo indígena y con el nombre de su Santo patrón: San Juan Bautista sirviendo de asiento a sus primeros encomenderos y doctrinos, quienes, fueron pioneros del proceso económico y social de la región.

### Tradiciones
Carache es un pueblo que es muy conocido en la región por poseer una actividad cultural muy bien definida y muy bien manifestada, entre ellas podemos mencionar:

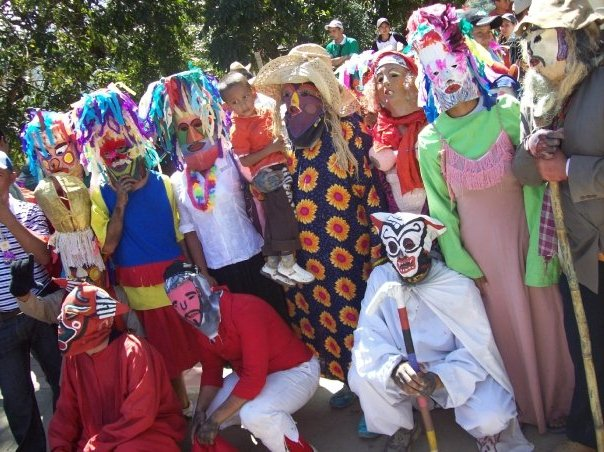
Los Santos Inocentes en la parroquia La Concepción

- La locaina del día de los Santos Inocentes o simplemente el Día de los Inocentes: 28 de diciembre se celebra en Carache el Día de los Inocentes, con fiestas colectivas. Además de los llamados juegos de inocentes o bromas a familiares, amistades y público en general para hacerlos «caer por inocentes», es costumbre que algunos disfrazados de mamarracho recorran carreteras y lugares del pueblo, especialmente en el Puente de la Playa, Vía la Concepción, haciendo travesuras y pidiendo dinero. En algunos sitios, se improvisa una representación teatral protagonizada por un hombre vestido de mujer, quien en medio de situaciones jocosas pide dinero para su hijo enfermo. Especialmente en la parroquia de Cuicas. Estas parrandas de locos se acompañan de música que animan la fiesta, los hombres y mujeres llevan vestuarios muy variados y vistosos, los papeles se invierten y los hombres llevan vestuarios de mujer así como las mujeres llevan vestimentas de hombres.

- La Búsqueda del Niño: es una celebración católica en la cual se celebra que el niño Jesús simbólicamente ya puede pararse, la misma es celebrada en todo el municipio desde el 1 de enero hasta el 2 de febrero de cada año. La Busca e´ Niño, como es llamada normalmente, es una tradición popular muchas veces compartida en comunidad o en familia, en la cual el Niño Jesús es "robado" del pesebre, la misma tradicionalmente marca el fin de la Navidad en el hogar donde es realizada. Las paraduras más tradicionales son las llamadas paraduras cantadas donde el acto se extiende con cantos y versos entonados por grupos musicales y se da un pequeño paseo al niño en el área alrededor del hogar donde se está realizando, además, al final del evento, los anfitriones reparten golpes leves a los acusados de haberse robado al niño.

- El Velorio de San Benito: Esta antiquísima tradición se ha transmitido de generación en generación desde la colonia, mezclándose con aportes indígenas y africanos. Sin embargo, en Venezuela ha evolucionado y se ha convertido además en un velorio, un ritual para propiciar buenas cosechas (por el comienzo de la época de lluvias), y una forma de pedirle al santo ya nombrado su protección durante el resto del año. Es realizado expresamente en la parroquia de Cuicas.

### Música
El Municipio Carache ha sido renombrado en cuanto al talento musical que existe en el mismo, muchos han sido los cantores, compositores y músicos que han salido de este pueblo, entre los que se pueden nombrar El Catire Víctor, Los Cantores de Carache, Grupo Bitarú, Grupo Cendé, así como muchos otros más.
Dentro de la música característica de Carache están las Parrandas Caracheras, El Santo Domingo, El Baile de la Botella a San Benito, La Burriquita, entre otros.

### Vestimenta
El vestido utilizado por los habitantes del Municipio Carache, está caracterizado por los diferentes Sectores; en los caseríos o campos usan mucho el sombrero, alpargatas, botas de goma, camisa normal y pantalón. Ahora en los sitios de pueblo como Carache, La Concepción, Cuicas y otros; la vestimenta utilizada es la normal, aunque todavía existen personas que visten de liqui liqui, sombreros, botas y alpargatas, especialmente las personas de la tercera edad.

### Comidas típicas
Como es muy común en los pueblos andinos, la culinaria es muy popular, tiene que ver mucho con elaboraciones de exquisiteses que van ligados con la artesanía, Carache es un municipio que tiene una diversidad muy amplia de su gastronomía, algunos de los platos típicos del municipio Carache son:
- Arepa de maíz pelado: como su nombre lo indica es un tipo de arepa hechas directamente del maíz que ya ha sido "pelado" con anterioridad, se dice que el maíz está pelado cuando la especie de concha que rodea el grano de maíz es eliminado con varias técnicas, como ponerlas a hervir con cal y quedan las trazas de sa concha en la masa pero separada del maíz, y le da una textura bastante agradable.
- Migote de aguacate: un migote de aguacate es una preparación en el que el aguacate es "machucado", y se le añade cebolla, sal, y cilantro, según la parroquia y el gusto
- El mute: es el plato más representativo del municipio, su sabor es reconocido en casi el todo el país pues es muy parecido al "mondongo" y al "cruzado gallego" pero con la diferencia que esta sopa no lleva panza de res.
- La cuajada: es un tipo de queso hecho con leche de vaca recién ordeñada.
- El ají: no se le considera un plato típico, pero si se considera un acompañante indispensable en la mesa carachera, el tipo de ají que se utiliza en el Municipio Carache es por ley el ají Chirere(Capsicum frutescens), aunque también se pueden encontrar el "ají forote" (Capsicum pubescens).

### Dulces Típicos
- Dulce de cabello de Ángel:es un dulce, elaborado con las fibras caramelizadas de la pulpa de sapalla, zapalla o cidracayote.
- El batido de panela: es un dulce hecho derritiendo la panela y se le agregan cualquier tipo de condimentos como canela, vainilla, clavos de olor, anís, etc. y se deja enfriar para que se pueda envolver en hojas del jojoto o mazorca secas.
- La acema carachera: es un tipo de pan, que su principal ingrediente es la panela machacada.
- La paledonia playera: es parecido a la acema con la diferencia que no se aplasta la panela sino que se derrite.

### Bebidas Típicas
- Ditamo real: Es un tipo de afrodisíaco, que es extraído de una corteza de árbol muy fragante que nace solo en los páramos andinos. Que según la leyenda cuicas se le atribuye la rara virtud de prolongar la vida y tener propiedades afrodisíacas, pero esta corteza es mezclada regularmente con cocuy que según la cultura popular le da mayor eficacia a la bebida.
- Chicha: Es un tipo de chicha solo conocida y elaborada en los andes Venezolanos, pues no es hecha como la chicha común; la chicha andina es elaborada con la concha de la piña unida con el arroz, un poco de leche, azúcar y vainilla, a la cual el resultado de esta mezcla en una gran bebida de sabor impactante.
- Miche claro, Miche Blanco o simplemente Miche, es un licor de muy alto grado alcohólico que proviene de la destilación de varias hierbas entre las que se encuentra el Anís, es uno d los productos mercantiles que más se consumen en el municipio.

## Economía
El municipio Carache cuenta con distintas actividades económicas, pero siendo un pueblo rural y de estar muy alejado de asentamientos urbanos, lógicamente su principal actividad económica es la agronomía, y cuando se dice agronomía abarca los conceptos de agricultura, ganadería, avicultura, floricultura, etc, siendo uno de los mayores productores de caña de azúcar de la Región, y productor secundario de café, hortalizas, caraotas, ajo, tomates, pollos y ganado porcino.

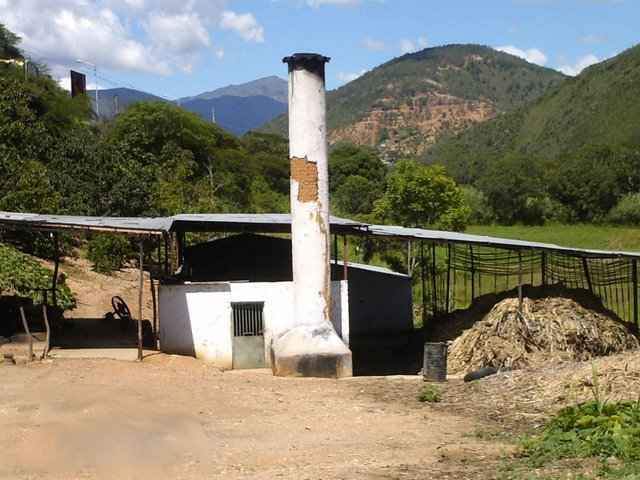
Trapiche o Ingenio donde se muele la caña de azúcar para producir panela de caña de azúcar

Pero como es de saber una región nunca puede tener una sola actividad económica pues sería demasiado riesgo exponerse a los altibajos que esto acarrea, por los que los caracheros han desarrollado otras alternativas de desarrollo económico. Dado que el municipio Carache está enclavado en una región en donde la ruta para llegar a las ciudades que están a la redonda es obligatorio pasar al menos cerca del municipio, los caracheros han resuelto aprovechar esta ventaja para dar servicios de turismo y diferentes tipos de comercio. La venta de artesanía juega un papel muy importante dentro del reglón comercial, ya que a través de la misma se benefician muchas personas.

### Turismo
El Municipio Carache tiene grandes potencialidades para su desarrollo turístico, un Municipio rico en atractivos naturales, características culturales e históricas, tradiciones religiosas, favorables situación gráfica, cercanía con los estados Lara y Zulia elementos importantes de destacar para la explotación turística del Municipio. Entre los grandes atractivos turísticos de Carache podemos nombrar los siguientes:
- Iglesia San Juan Bautista: ubicada al frente de la Plaza Bolívar de Carache en el centro del poblado, es una iglesia que data del año 1781 y fue destruida en el terremoto de 1894, pero es famosa en Venezuela por su majestuosidad y es una de las pocas en el país que es de estilo renacentista-contemporánea.

- La Piedra del Preso: Ubicado en el puente Gómez en la carretera trasandina que conduce a Carache. Esta piedra tiene una historia que cuenta que entre los que construyeron la carretera y el puente, "a punta de pico y pala", había muchos presos políticos. Pasando el Dictador Juan Vicente Gómez a inspeccionar las obras, se acercó a uno de ellos, quien era un doctor, y le dijo, con la seguridad de que no iba a lograrlo, que si amarraba una gran piedra encima del puente, le daría la libertad. Este reo, se la ingenió para colocar la piedra amarrada con un cable de acero, ganándose así su libertad. La piedra aún puede verse desde el puente.

- Parque Recreacional Hermes Gudiño: Ubicado en la Loma de Bonilla, vía a Carache. Es un parque administrado por Inparques, tiene 11 km² de siembra forestal y es muy conocido en la población por su laguna artificial.

- Agua de Obispo: es un sector donde se encuentra monumento erigido en honor a la Batalla que allí se libró en pro de la Independencia. 18-06-1813.

- La Concepción: poblado de tipo colonial que brinda maravillosos paisajes naturales.

Conociendo las potencialidades de este Municipio, se considera el turismo como una alternativa de desarrollo para el Municipio Carache, con el propósito de lograr un desarrollo armónico de la actividad donde el turismo contribuya a revalorizar aquellas realidades que lo identifican como Municipio, a la vez que se satisfaga la necesidad de recreación de la comunidad local y será del interés de la población urbana al brindarle al turista la tranquilidad, bellezas naturales y un medio cultural distinto.

### Salud
El municipio tiene cómo principal centro médico al Hospital Tipo I "DR. RAFAEL QUEVEDO VILORIA". Además de la ejecución de los planes y programas nacionales y regionales de salud y la puesta en marcha de la Misión Barrio Adentro, que cubre la totalidad del municipio, se ha dotado a la población del municipio de un Centro de Rehabilitación Integral y un Centro de Atención Integral Barrio Adentro II. Existen programas de atención hospitalaria como: Inmunizaciones, atención a la mujer embarazada y odontología, sin embargo, los mismos tienen una cobertura total. Según estadísticas y proyecciones realizadas en base al último censo el Municipio presenta un mejor nivel de vida.

### Transporte Público
Existe un servicio diario de transporte urbano e interurbano que cubre distancias entre las comunidades del municipio y las rutas: Trujillo–Carache, Carache–Barquisimeto, Carache-Valera, Carache-Maracaibo; además se cuenta con el servicio semanal hasta la ciudad de Caracas, el cual es prestado por cooperativas y empresas privadas igualmente dentro del estado Trujillo se presta el servicio de transporte de la Rutas Sociales de la Alcaldía del Municipio

### Vialidad
El Municipio se caracteriza por presentar tanto las vías agrícolas como urbanas en buen estado como consecuencia del programas de mantenimiento y consolidación de las mismas por parte de los organismos competentes, el municipio ha previsto la disposición de un equipo de maquinaria pesada que con su intervención disminuye el impacto en las comunidades durante y posterior a la temporada de lluvias.

## Urbanismo
Es más que notorio la falta de urbanismo en el municipio, pero en los últimos 10 años, el Municipio carache ha dado pasos agigantados para el avance hacia el urbanismo y así ampliar la calidad de vida de los carachenses, vale decir que en todo el municipio Carache solo existe una red de apartamentos que forman una urbanización llamada Minumboc, en honor a Rodolfo Minumboc. En lo que respecta a la electricidad vale decir que existe una alta cobertura a nivel urbano (Centro de Carache), en el sector rural se ha iniciado un acción decidida mediante la electrificación de aquellas comunidades donde no contaban con dicho servicio, ampliación e instalación de redes eléctricas a lo largo y ancho del municipio, apoyadas en este momento por las organizaciones de base como son las asociaciones de productores y los consejos comunales.
En lo que respecta a la vivienda existe un déficit en el municipio, lo cual se detecta por la serie de peticiones existentes en los diferentes organismos del sector vivienda, En el área rural es común encontrar viviendas construidas con techos de zinc y piso de tierra, mientras que en las áreas urbanas (Centro de Carache) se detectan construcciones de viviendas con paredes de bloques y techos de zinc y/o acerolit.

## Educación
Existe una infraestructura educativa en franca recuperación y ampliación para atención de la población mediante el sistema de educación Bolivariana la construcción de nuevas infraestructuras educativas así como la dotación de mobiliario y material bibliográfico se está cumpliendo efectivamente. Las Misiones educativas están presentes y activas en el municipio, según proyecciones realizadas por la autoridad educativa el municipio fue declarado libre de analfabetismo, se graduó un contingente de 475 bachilleres en la Misión Ribas así como también, la Aldea Universitaria de la Misión Sucre y la Universidad Bolivariana de Venezuela mantienen una matrícula de 275 estudiantes en los 14 programas de formación Universitaria que se imparten en el municipio. Con lo cual y según las proyecciones ha impactado y se ha incrementado significativamente el índice de desarrollo humano en la población

## Personas destacadas

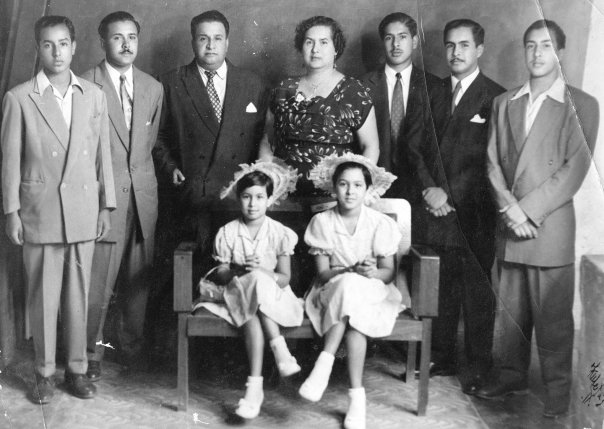
Familia Quevedo Terán, el segundo de derecha a izquierda el reconocido odontólogo y poeta Jesús Quevedo Terán

- Rodolfo Minumboc, gran escultor reconocido tanto a nivel nacional como internacional, creó el escudo de Carache en el año 1975.
- Jesús Quevedo Terán, reconocido odontólogo, poeta carachense y cronista de la ciudad.
- José Juan Rodríguez, escultor de la primera estatua de Simón Bolívar en el año 1920, la misma permaneció en la Plaza Bolívar hasta 1938, se destacó como artista de la pintura, habiendo realizado varias obras de singular belleza. Asimismo fue cronista de la ciudad hasta la muerte.
- Víctor Durán, gran músico y compositor fue el autor de la canción Carache, vals muy conocido en la región.
- José de Jesús Montilla, luchador social y promotor de la cultura popular.
- Plinio Paolini, artista destacado de la comunidad.
- Ana María Rodríguez, destacada artista de la pintura.
- Juan de Dios Colmenares, autor del poema Carache mio
- Hermegildo Andala, creador de la Banda Juan José Landaeta.
- Antonio José Pacheco, ilustre abogado y poeta, creador de la letra del himno del estado Trujillo.
- Ramón Aponte, Obispo de Valle la Pascua.
- Prof. Raúl Gil. Cantautor y compositor de innumerables temas musicales. Se le conoce como el trovador andino. Nacido en la Morita de Carache. Entre sus canciones están: Pueblo Carachense, La Morita de Carache, Chejendé querido, La Bohemia Trujillana, Jardín de Venezuela, Noches Trujillanas, Trujillo de la Paz y otras.

## Medios de comunicación
- 92.3 FM Rumberisima
- Radio Minumboc 105.5 FM
- ElCarachero.com
- www.caracheonline.com

## Política y gobierno

### Alcaldes
| Período     | Alcalde             | Partido político / Alianza | % de votos | Notas |
| ----------- | ------------------- | -------------------------- | ---------- | --- |
| 1989 - 1992 | Nixon Montilla Ruiz |                            | 60,87      | Primer alcalde bajo elecciones directas. |
| 1992 - 1995 | Nixon Montilla Ruiz |                            | 51,92      | Reelecto |
| 1995 - 2000 | Miguel Rincón       |                            | -          | Segundo alcalde bajó elecciones directas.(se realizaron elecciones generales adelantadas en el 2000 debido a la aprobación de la Constitución de 1999) |
| 2000 - 2004 | Miguel Rincón       |                            | 53,77      | Reelecto |
| 2004 - 2008 | Sogel Sallán        |                            | 64,57      | Tercer alcalde bajó elecciones directas. |
| 2008 - 2013 | Sogel Sallán        |                            | 50,78      | Reelecto (se postergan 1 año las elecciones municipales pautadas para finales del 2012)                                                                |
| 2013 - 2017 | Sogel Sallán        |                            | 56,36      | Reelecto |
| 2017 - 2021 | Milagro Moreno      |                            | 94,34      | Cuarto alcalde bajó elecciones directas. |
| 2021 - 2025 | Yohanthi Domínguez  |                            | 46,55      | Quinto alcalde bajó elecciones directas. Actualmente desde 2022 se unió a Fuerza Vecinal.                                                              |

### Concejo municipal
Período 1989 - 1992
| Concejales:               | Partido político / Alianza |
| ------------------------- | -------------------------- |
| Ramona Benítez de Sánchez | COPEI                      |
| Simón Perdomo             | COPEI                      |
| Freddy Lucena González    | COPEI                      |
| Nicomedes Benítez         | COPEI                      |
| Pedro González Gil        | COPEI                      |
| Sergio Paredes            | AD                         |
| Aura Cañizales            | AD                         |

Período 1992 - 1995
| Concejales:             | Partido político / Alianza |
| ----------------------- | -------------------------- |
| Pedro González Gil      | COPEI                      |
| Freddy Lucena González  | COPEI                      |
| Sonia Durán de Materano | COPEI                      |
| José Feliciano León     | COPEI                      |
| Marirza León            | COPEI                      |
| Romulo Velásquez        | AD                         |
| Aura Cañizales          | AD                         |

Período 1995 - 2000
| Concejales:            | Partido político / Alianza |
| ---------------------- | -------------------------- |
| Rosa López Coronado    | AD                         |
| Ermires Cruz           | AD                         |
| Edgar Bracamonte       | AD                         |
| Dimas José Benitez     | AD                         |
| Pedro Godoy            | AD                         |
| Freddy Lucena González | COPEI                      |
| German Antonio Cumaná  | COPEI                      |

Período 2000 - 2005
| Concejales:      | Partido político / Alianza |
| ---------------- | -------------------------- |
| Alpidio Morales  | MVR                        |
| Rafael Espinoza  | MVR                        |
| José Delgado     | MVR                        |
| Nery Daboin      | AD                         |
| José Durán       | AD                         |
| Orlando Benítez  | COPEI                      |
| Gerardo Meléndez | MAS                        |

Período 2005 - 2013
| Concejales:             | Partido político / Alianza |
| ----------------------- | -------------------------- |
| José Luis Mendoza       | MVR                        |
| Juan Morales            | MVR                        |
| Hernan Arroyo           | MVR                        |
| Elsy Majmud             | MVR                        |
| Pedro Manuel Trompetero | MVR                        |
| Rafael Espinoza         | MVR                        |
| Gerardo Meléndez        | PODEMOS                    |

Período 2013 - 2018:
| Concejales     | Partido político / Alianza |
| -------------- | -------------------------- |
| Jose Briceño   | PSUV                       |
| Wilmer Garcia  | PSUV                       |
| Javier Morales | PSUV                       |
| Doris Ochoa    | PSUV                       |
| Germán Briceño | MUD                        |
| Nancy Materano | MUD                        |
| Pedro Godoy    | MUD                        |

Período 2018 - 2021
| Concejales     | Partido político / Alianza |
| -------------- | -------------------------- |
| Ronal Vargas   | PSUV                       |
| Honorio Zerpa  | PSUV                       |
| Yakelin Godoy  | PSUV                       |
| Wilmer García  | PSUV                       |
| Javier Morales | PSUV                       |
| Elsy Majmud    | PSUV                       |
| Ramon Fuentes  | PSUV                       |

Período 2021 - 2025
| Concejales       | Partido político / Alianza |
| ---------------- | -------------------------- |
| José Montaña     | UP                         |
| Ines Bastidas    | UP                         |
| Lewis Trompetero | UP                         |
| Glendys Azuaje   | UP                         |
| Victor Justo     | UP                         |
| Ramon Fuentes    | PSUV                       |
| Emily Torres     | PSUV                       |